# Kránitz Kálmán
Kránitz Kálmán (Zalaapáti, 1841. július 1. – Veszprém, 1935. július 12.) katolikus pap, veszprémi segédpüspök.

## Pályafutása
Gimnáziumi tanulmányait Nagykanizsán és Szombathelyen, a teológiát Veszprémben végezte. 1863. augusztus 1-jén szentelték pappá. Karádon szolgált káplánként, majd 1872-től Alsópáhokon adminisztrátorként, ahová 1873-ban plébánosi kinevezést kapott.
1891-től tanfelügyelő, 1892-től kerületi esperes, 1898-tól veszprémi kanonok. 1900-tól az Oltáregylet egyházmegyei igazgatója volt, 1902-től heővizi címzetes apát és egyházmegyei főtanfelügyelő.

### Püspöki pályafutása
1907. április 18-án veszprémi segédpüspökké és cymei címzetes püspökké nevezték ki. május 12-én szentelte püspökké Hornig Károly veszprémi püspök, Kutrovátz Ernő és Kohl Medárd püspökök segédletével.
1909-től székesegyházi főesperes és hantai prépost, 1918-tól szentszéki ülnök, 1920-tól nagyprépost, 1922-től általános püspöki helynök.